# Oblomow
Oblomow was een Belgische band die folk en wereldmuziek speelde. De groepsleden kwamen uit Vlaanderen, Irak, Marokko en Turkije. De band speelde zowel Portugese fado, Vlaamse folk en Arabische klassiekers.
Eva De Roovere en Gerry De Mol maakten buiten Oblomow om ook het album Kleine blote liedjes, met nummers die niet in de band pasten.

## Discografie
- 2001 Sporen
- 2003 Ya'Waaw